# Smółki
Smółki – wieś w Polsce położona w województwie wielkopolskim, w powiecie kaliskim, w gminie Koźminek.
W latach 1975–1998 miejscowość administracyjnie należała do województwa kaliskiego.